# فرودگاه منطقه‌ای شهرستانکرل
فرودگاه منطقه‌ای شهرستانکرل (به انگلیسی: Carroll County Regional Airport) (به زبان بومی: Jack B. Poage Field) یک فرودگاه همگانی بهره‌برداری هوایی است که یک باند فرود آسفالت دارد و طول باند آن ۱۵۵۴ متر است. این فرودگاه در کشور ایالات متحده آمریکا قرار دارد و در ارتفاع ۲۴۰ متری از سطح دریا واقع شده‌است.